# Schrankia karkara
Schrankia karkara är en fjärilsart som beskrevs av Holloway 1977. Schrankia karkara ingår i släktet Schrankia och familjen nattflyn. Inga underarter finns listade.